# Ловкость рук, Ваше Величество!
«Ловкость рук, Ваше Величество!» другое название Украденная битва ( нем. Die gestohlene Schlacht, чеш. Ukradená bitva) — историческая кинокомедия совместного немецко-чешского производства, снятая режиссёром Эрвином Шранкой в 1972 году на киностудиях ДЕФА и Баррандов.
Премьера фильма состоялась 1 июня 1972 года.
Фильм дублирован на киностудии им. Довженко в 1973 году.

## Сюжет
Безуспешные попытки прусского короля Фридриха II в ходе Семилетней войны захватить Прагу, вынуждают его обратиться за помощью к вору Кезебьеру, пожизненно заключенному в тюрьму за свои преступления. Вор должен проникнут в Прагу и действуя в пользу короля, открыть ворота города. Но однажды он узнает, что в случае взятия города, его опять посадят за решетку, чтобы «деликатное поручение» короля Фридриха  не получило огласки. Для своего спасения вору приходится применить профессиональные навыки. И как всегда, в фильме присутствует большая любовь...

## В ролях
- Манфред Круг – Кристиан Кезебьер (дубляж - Игорь Стариков)
- Герварт Гроссе – Фридрих II (дубляж - Моисей Розин)
- Мария Малкова – Катька (дубляж - Екатерина Крупенникова)
- Ярослав Саторанский – Вацлав (дубляж - Анатолий Худолеев)
- Йозеф Кемр – Карл фон Лотринген (дубляж - Николай Рушковский)
- Хелена Ружичкова – принцесса Лотарингская (дубляж - Лия Глаз)
- Рольф Хоппе – Йозеф Бароди
- Лубомир Костелка – Черны
- Милош Несвадба – Новы
- Аксель Трибель – генерал фон Шульце
- Гюнтер Рюгер – Флейшер
- Гюнтер Юнгханс
- Карел Аугуста – Армин фон Глассенапп
- Холгер Малих
- Иоганнес Вике – генерал фон Зитен
- Франтишек Гусак – Пепик
- Ярослав Моучка – Милош
- Йозеф Лангмилер – фон Аремберг
- Ганс Клеринг – Вегелин
- Фред Кёттерицш – фон Иценблиц
- Франтишек Велецкий – де Ламот
- Ханньо Хассе – фон Зейдлиц
- Владимир Штросмайера – фон Бек
- Хорст Кубе – отец Кезебьерв
- Гудрун Вендлер – мать Кезебьера
- Терезия Видер – мать Фридриха
- Владимир Длоуги – Кезебьер в детстве
- Индржих Нарента
- Франтишек Грушка
- Франтишек Кубичек
- Павел Йирас